# Пономаренко, Василий Андреевич
Василий Андреевич Пономаренко (11 октября 1926 года — 25 ноября 1990 года, Москва, СССР) — советский учёный-химик, член-корреспондент АН СССР (1987).

## Биография
Окончил Московский химико-технологический институт (1947)
Заведующий лабораторией химии полимеров Института органической химии имени Н. Д. Зелинского АН СССР (1963—1990).
Труды по химии высокомолекулярных соединений. Обнаружил явление сверхгибкости макромолекул и кинетический изотопный эффект полимеризации. Разработал способы получения полифторорганосилоксанов и поливинилпирролидона.
Похоронен на Донском кладбище Москвы.